# Minix
Minix és un clon del sistema operatiu Unix distribuït junt amb el seu codi font i desenvolupat pel professor Andrew S. Tanenbaum el 1987. L'última versió de Minix és la 3.1.6. Des de l'any 2000 es distribueix gratuïtament sota llicència BSD.

## Història

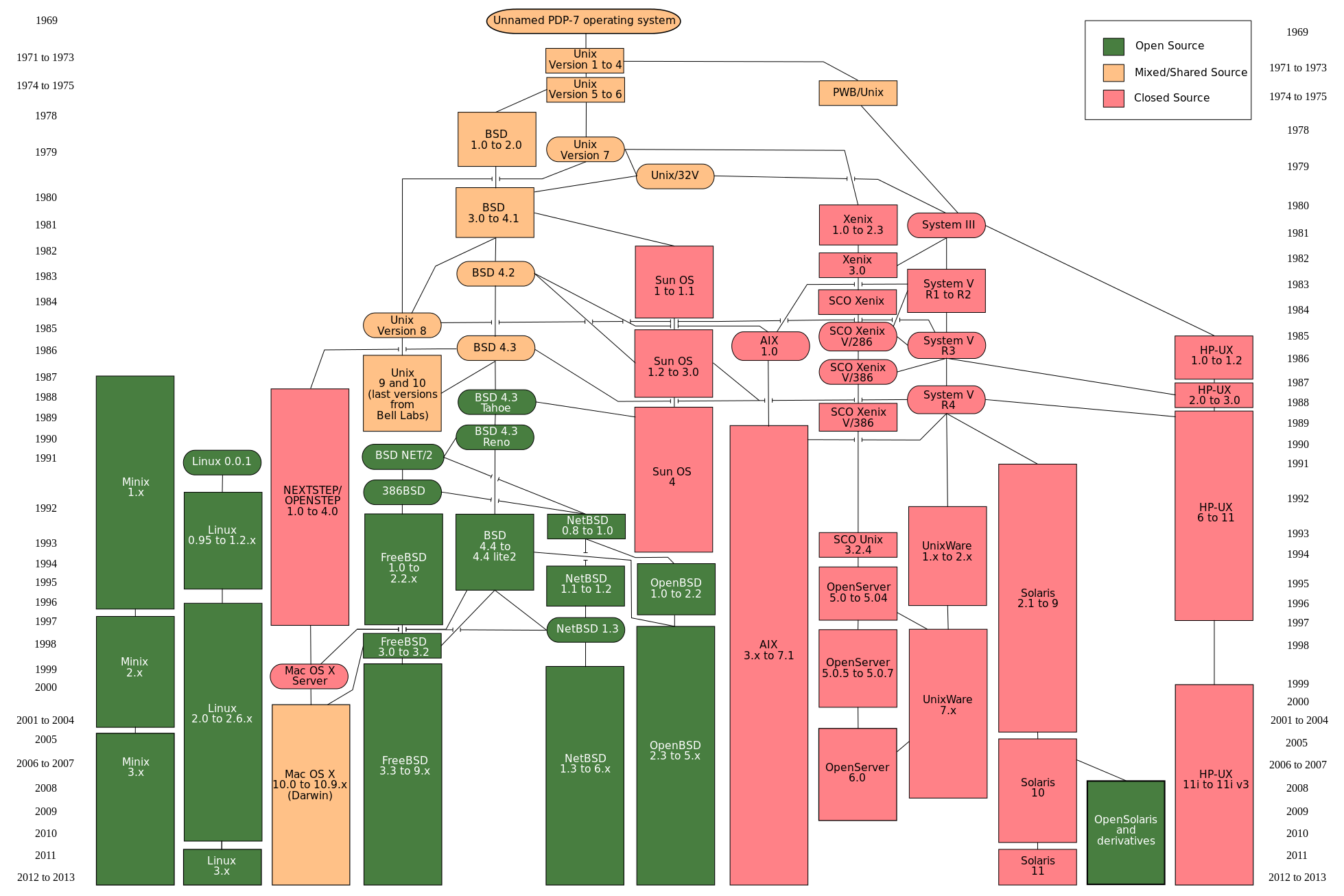
Genealogia simplificada dels derivats de Unix i clònics.

Fou creat per a ensenyar als seus alumnes el disseny de sistemes operatius en la Vrije Universiteit d'Amsterdam. La raó per la qual el creà fou perquè Unix estava sota restriccions de llicència d'AT&T, era massa complicat i corria sobre màquines complexes.
A causa de l'enfocament purament educacional de les versions 1.0 i 2.0 de Minix, Tanenbaum no permetia que aquest fóra modificat massa, ja que açò complicava el sistema i dificultava que els seus estudiants l'entengueren en un semestre. Per aquests motius, Linus Torvalds decidí escriure el seu propi nucli compatible amb Unix (Linux), que ha guanyat protagonisme a Minix en el camp dels Unix per a ordinadors compatibles amb l'IBM PC pel fet que la seua llicència (GPL) permet la seua modificació. Actualment, Minix es distribueix amb una llicència semblant al domini públic, la qual cosa permet la seua modificació.

## Característiques
Gràcies a la seua reduïda grandària, un disseny basat en el paradigma del  micronucli, i la seua àmplia documentació, resulta prou apropiat per a persones que desitgen instal·lar un sistema operatiu compatible amb Unix en la seua màquina personal així com aprendre sobre el seu funcionament intern. Minix fou desenvolupat per a córrer sobre IBM PC amb processador Intel 8088 o superior, encara que s'han creat conversions per a altres sistemes.
Per a una persona poc familiaritzada amb els elements interns d'un sistema operatiu, Minix és una bona opció que li permet entendre quasi tots els elements del sistema amb només alguns mesos d'ús i estudi.